# Port lotniczy Amboseli
Port lotniczy Amboseli (IATA: ASV, ICAO: HKAM) – port lotniczy położony w Parku Narodowym Amboseli, w Kenii.

## Kierunki lotów i linie lotnicze
| Linia Lotnicza      | Kierunek          |
| ------------------- | ----------------- |
| Airkenya Express    | 1. Nairobi-Wilson |
| Mombasa Air Safari  | 1. Mombasa        |
| Safarilink Aviation | 1. Nairobi-Wilson |